# Barkevelde
Barkevelde ist eine Wüstung im Landkreis Göttingen. Sie liegt etwa 3 km südöstlich von Hattorf, 5,6 km südwestlich von Herzberg am Harz und 4,2 km nordwestlich von Pöhlde, am heutigen Zufahrtsweg zum Segelflugplatz Hattorf.

## Geschichte
Barkevelde wurde erstmals im Jahre 952 urkundlich erwähnt. Der Zeitpunkt des Wüstwerdens kann nicht genau angegeben werden, dürfte aber zwischen 1340 und 1520 liegen. Im Jahr 1519/20 wird eine Kirche oder Kapelle erwähnt. Außer einigen Resten von Gipsmörtel, Bruchstücken von Dachziegeln und Keramikscherben im Ackerboden erinnert heute nichts mehr daran, dass an dieser Stelle einmal ein Dorf war.
Der Ortsname setzt sich zusammen aus dem Bestimmungswort Barke, was Birke bedeuten kann, und dem Grundwort Feld.
Etwa 1 km nordöstlich von Barkevelde befindet sich die Wüstung Oy.